# あずまあや
あずま あや（6月10日 - ）は、日本の漫画家、イラストレーター。東京都出身・在住。
2010年から2019年まで一迅社の『Febri』誌上にて『東方茨歌仙 〜 Wild and Horned Hermit.』を連載していた。

## 作品リスト
- 東方茨歌仙 〜 Wild and Horned Hermit.（原作：ZUN、一迅社『Febri』Vol.01 - Vol.55）
- 死神はきょうも舟を漕ぐ（原作：ZUN、KADOKAWA『東方外來韋編』2020年7月〜・読み切り漫画2020年8月発売）
- 早苗さんは家出中！（原作：ZUN、KADOKAWA『東方外來韋編』2022年7月〜・読み切り漫画2022年7月発売）
- 漫画家系魔法少女? マジカル☆チカさん（読切作品、一迅社『月刊ComicREX』2011年2月号掲載）